# Eckert & Pflug

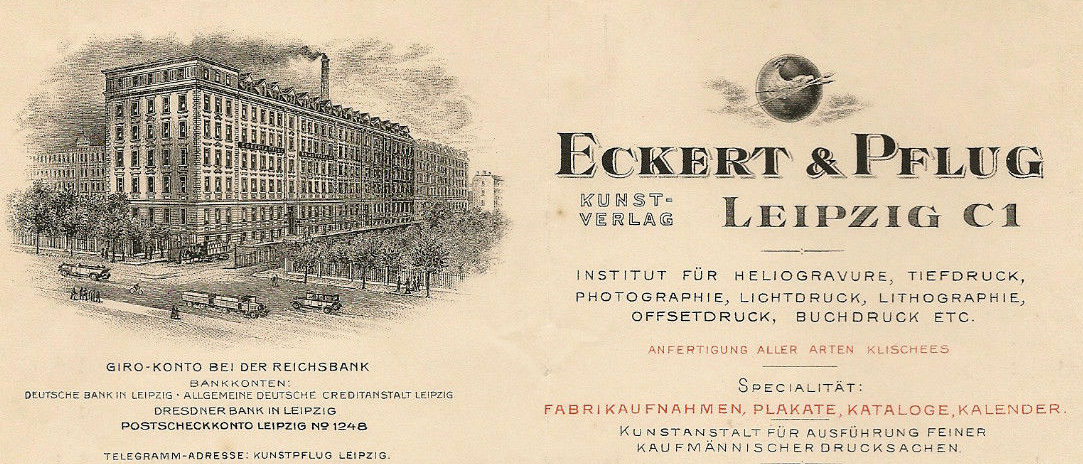
Briefkopf mit der Abbildung des Eckgebäudes in Czermaks Garten 16 in Leipzig und einer Liste der Angebote des Kunstverlags Eckert & Pflug

Eckert & Pflug war ein 1891 in Leipzig gegründeter Kunstverlag von Wilhelm Feodor Moritz Heinrich Eckert und Ferdinand Oscar Pflug (gest. 1930), der sich auf die Anfertigung von Fabrik- und „perspektivischen Industrieaufnahmen“ spezialisiert hatte und zeitweilig als hierfür größtes Atelier galt. Zudem vervielfältigte das Unternehmen Werbemittel sowie großformatige Druckerzeugnisse wie beispielsweise Plakate. Die Kunstanstalt befand sich auf dem Grundstück Czermaks Garten 14–16. 1926 in eine Kommanditgesellschaft umgewandelt, existierte das Unternehmen bis 1964.
Archivgut des Verlages befindet sich im Sächsischen Staatsarchiv, Staatsarchiv Leipzig.

## Veröffentlichungen
- Die Groß-Industrie des Königreichs Sachsen in Wort und Bild. Eine Ehrengabe für Se. Majestät König Albert von Sachsen gewidmet von den dankbaren Groß-Industriellen. 2 Bände, Eckert & Pflug Kunstverlag, Leipzig 1892/93.

## Druckbeispiele

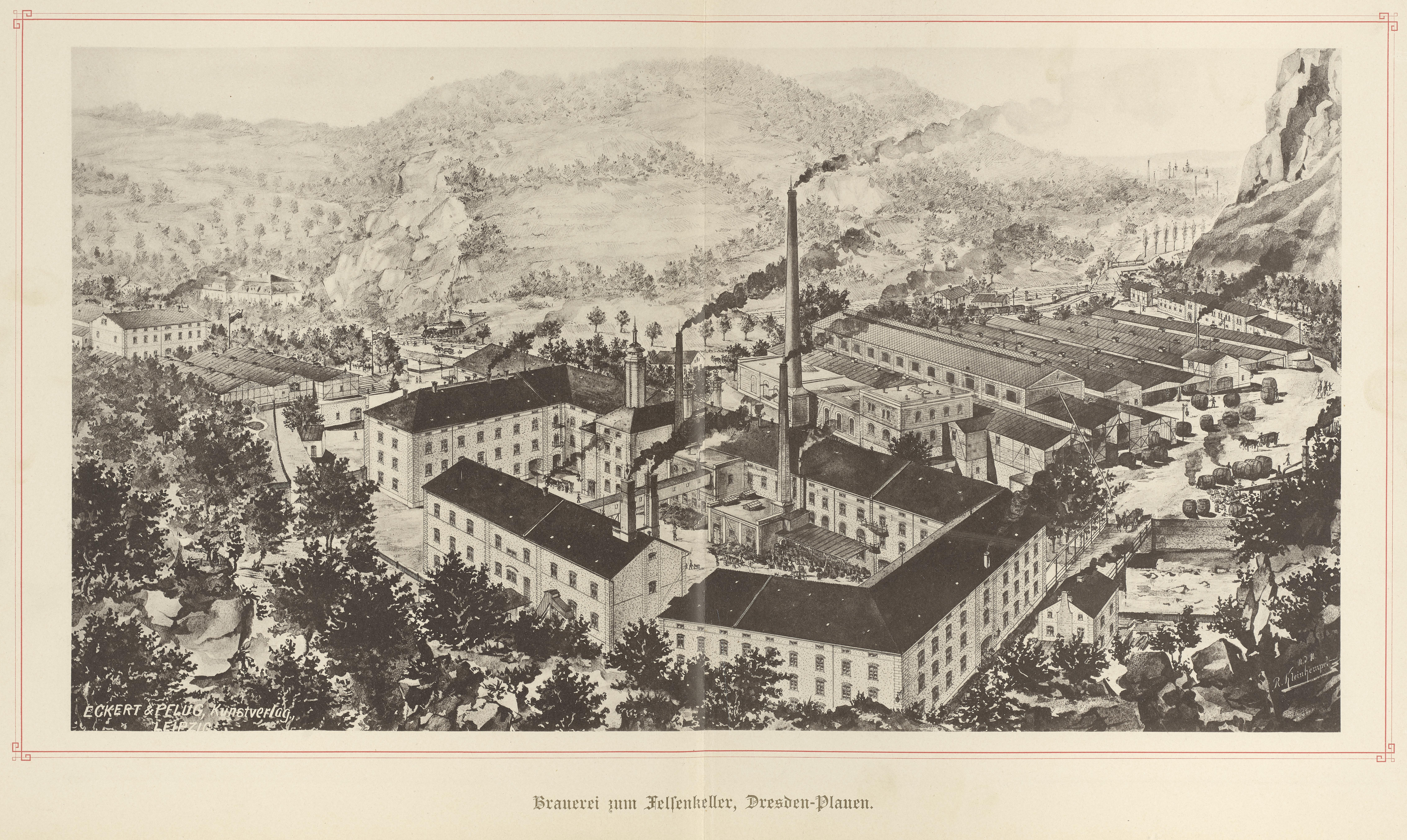
Brauerei zum Felsenkeller (Dresden)
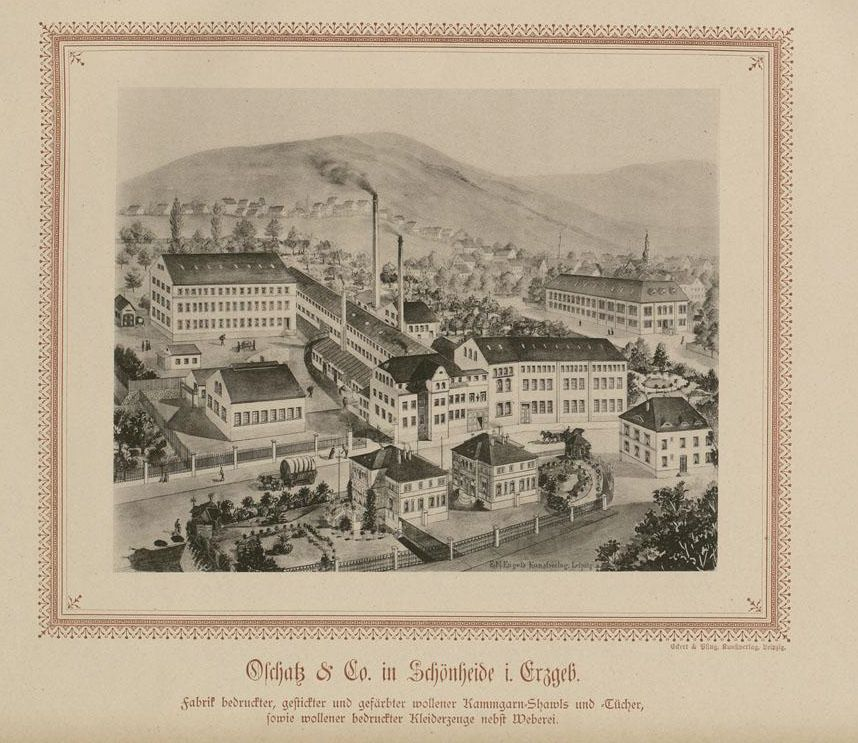
Wollwarendruckfabrik Oschatz & Co. in Schönheide, Erzgebirge, 1892
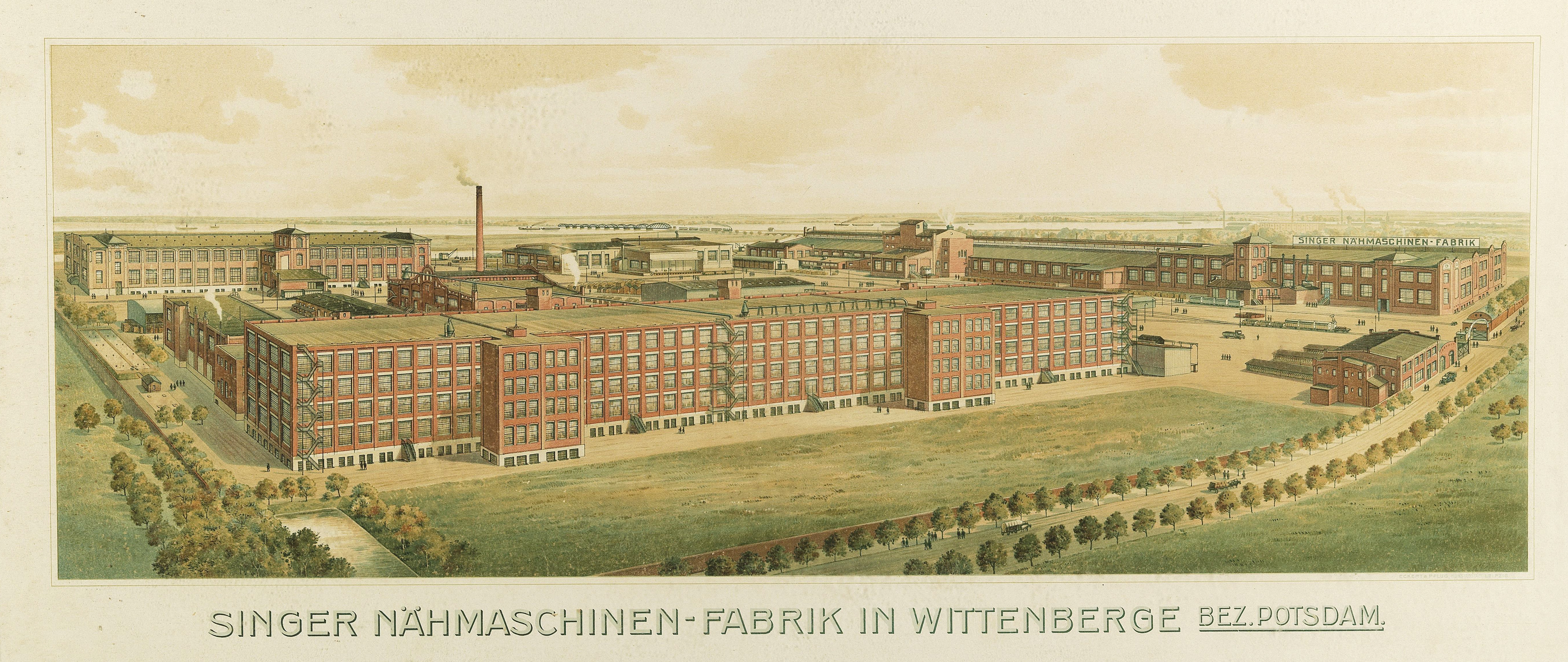
Singer Nähmaschinenwerk Wittenberge
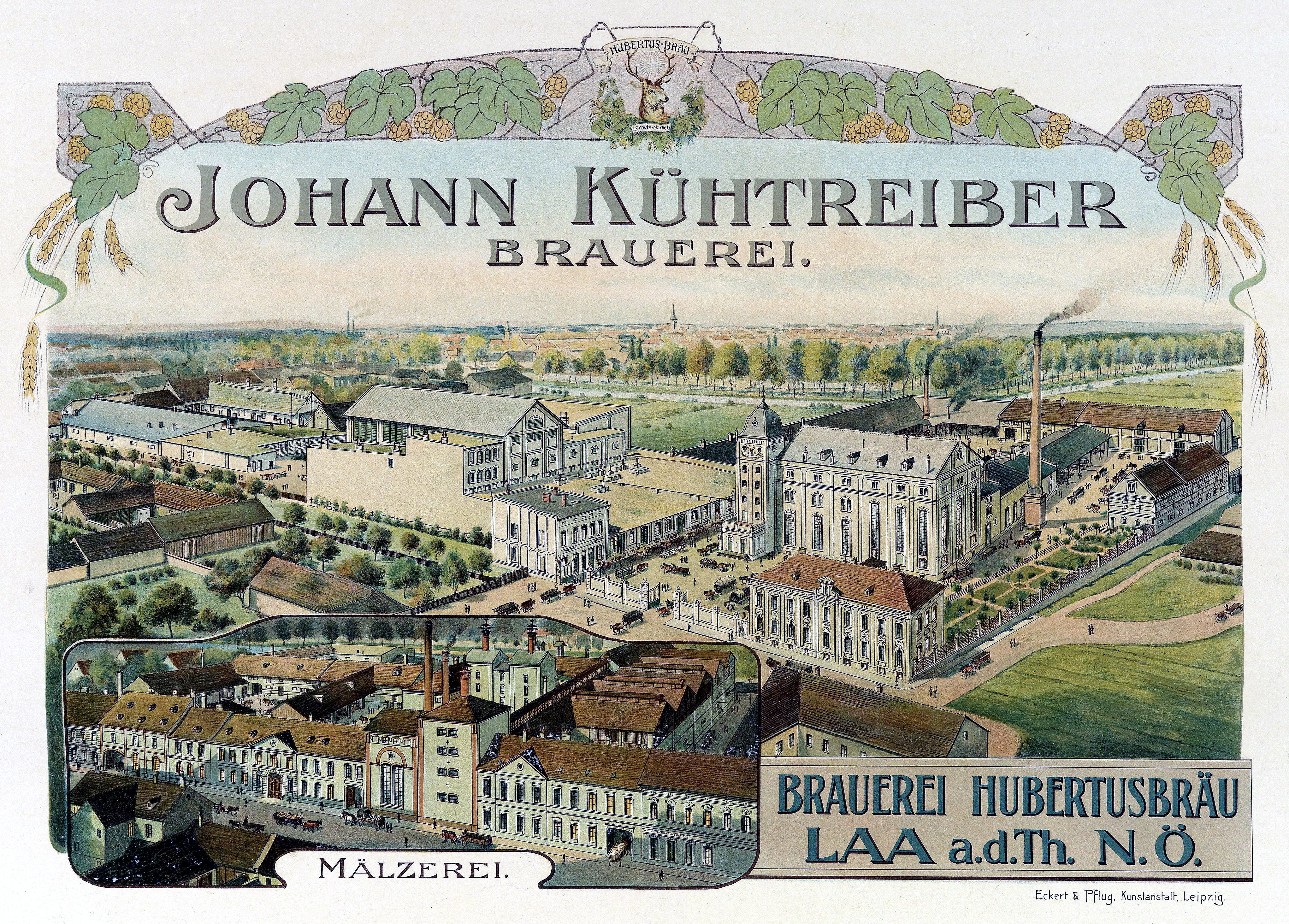
Johann Kühtreiber Brauerei in Laa an der Thaya
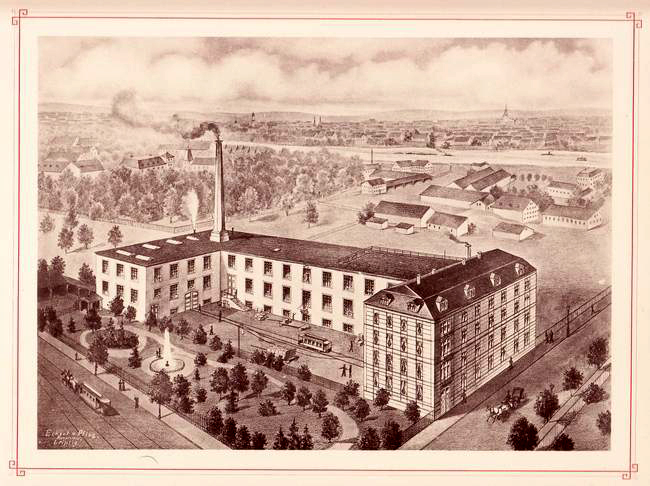
Reiseutensilien-Fabrik G. L. Lippold in Dresden, 1892
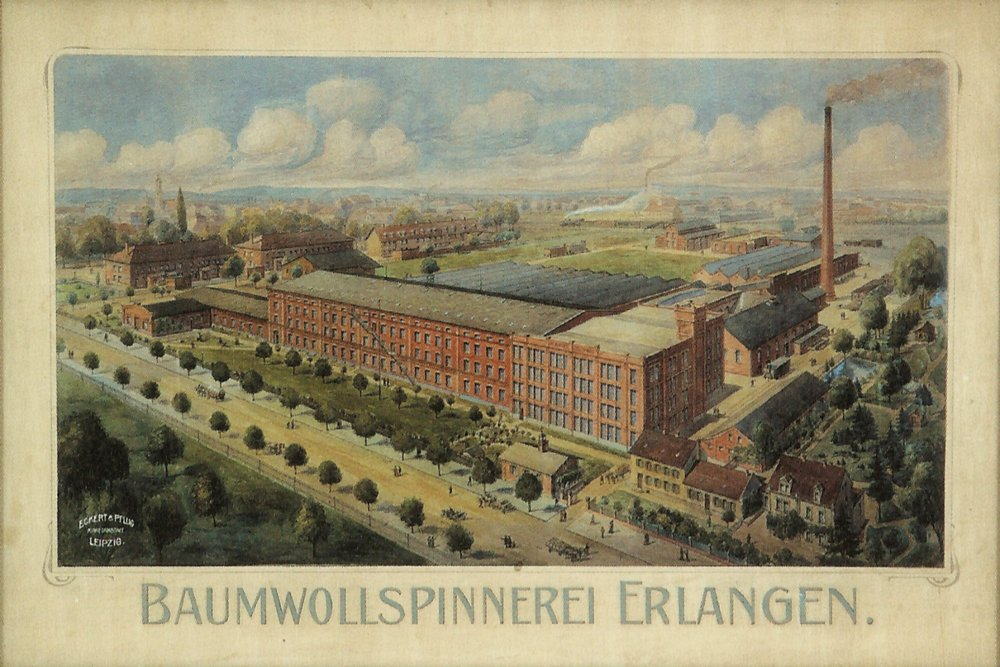
Baumwollspinnerei in Erlangen

## Archivalien
Archivalien von und über die Kunstanstalt Eckert & Pflug finden sich beispielsweise
- im Staatsarchiv Leipzig als rund 0,5 lfm Aktenmaterial über die Firma aus dem Zeitraum von 1945 bis 1976[2]